# 八島 (山口県)
八島（やしま）は瀬戸内海の島で、山口県熊毛郡上関町に属している。本州からは12kmの沖合にあり、山口県の最南端である。
2015（平成27）年の国勢調査では、世帯数24、人口34人となっている。

## 地勢
島の面積は面積4.17km2。「大島」「小島」「与崎」と称する小高い地形が砂州で繋がって1つの島になっている。このため、2島のようにも見える。
島の北側の「与崎」は長さ1kmほどの岬状の地形で、広葉樹（カシワ）と針葉樹（ビャクシン）が混生して群落を形成している。
「与崎」は、壇ノ浦の戦いに先立って安徳天皇が八島に立ち寄り、岬を「よい崎」と称賛したことに由来すると伝えられ、その森は神聖なものとして伐採されずに保存されてきた。
性質の異なるカシワとビャクシンが優占する植生は珍しく、中国地方ではここでしか確認されていない。このため「八島与崎のカシワ・ビャクシン群落」として2003（平成15）年に山口県の天然記念物の指定を受けている。

## 小史
源平との戦いに敗れた平氏たちがその後住み、開拓されていったと伝えられている。そのため島の歴史は古く、平家伝説が多く残されている。「船越」地区には「船隠し」という場所がある。これは平氏が壇ノ浦の戦いを前に、八島に船を隠しておいた場所だとされている。明治時代には、島民の一部が政府の呼びかけに応じハワイに渡った。
近年
かつては島の北側で黒毛和牛の放牧が行われていたが、牧場が廃止されてからは草原となっている。八島と上関港の間には定期航路があり、1日3便が運航されている。夏場は海水浴客や島のキャンプ場で過ごす人で賑わい、定期船も増便されるが、それ以外の季節では非常に静かな島である。過疎化が進行しており、人口の殆どが年金で生活している。集落の中央に上関町八島診療所があり、かつては医師が駐在していたが、途絶えた後は岩国医療センターからの月2回の当番医で運営している。港近くに八島簡易郵便局が設置される。島には一部を除いて、大型車が通行できる道路はない。